# Roman Dawydow
Roman Władimirowicz Dawydow (ros. Роман Владимирович Давыдов; ur. 9 kwietnia w 1913 w Moskwie, zm. 17 września 1988) – radziecki animator i reżyser filmów animowanych.

## Życiorys
Od 1938 roku pracował w radzieckim studiu filmowym „Sojuzmultfilm”, gdzie przez wiele lat pracował jako animator. W animacji współpracował razem z reżyserami filmów animowanych, m.in. z W. Połkownikowem, D. Babiczenko, I. Iwanowem-Wano oraz M. Paszczenko. Od 1956 roku pracował jako reżyser. Zasłużony Działacz Sztuk RFSRR (1979). Najbardziej znany z wyreżyserowania serii krótkich filmów animowanych o Mauglim. Jego synem był Aleksandr Dawydow – również reżyser i animator filmów rysunkowych.

## Wybrana filmografia

### Reżyser
- 1963: Udziałowiec (Акционеры)
- 1967: Maugli. Raksza (Маугли. Ракша)
- 1968: Maugli. Porwanie (Маугли. Похищение)
- 1969: Maugli. Ostatnie polowanie Akeli (Маугли. Последняя охота Акелы)
- 1970: Maugli. Bitwa (Маугли. Битва)
- 1971: Maugli. Powrót do ludzi (Маугли. Возвращение к людям)
- 1973: Maugli (Маугли)

### Animator
- 1939: Kroniki wojenne (Боевые страницы)
- 1939: Limpopo (Лимпопо)
- 1940: I my na Olimpiadu (И мы на Олимпиаду)
- 1941: Barmalej (Бармалей)
- 1941: Mucha-cokotucha (Муха-цокотуха)
- 1942: Lisa, zajac i pietuch (Лиса, заяц и петух)
- 1943: Bajka o carze Sałtanie (Сказка о царе Салтане)
- 1944: Skradzione słońce (Краденое солнце)
- 1944: Muzykalnaja szutka (Музыкальная шутка)
- 1944: Telefon (Телефон)
- 1945: Zimniaja skazka (Зимняя сказка)
- 1945: Zaginione pismo (Пропавшая грамота)
- 1945: Tieriemok (Теремок)
- 1946: Piosenka radości (Песенка радости)
- 1947: Wesoły ogródek (Весёлый город)
- 1947: Kwartet (Квартет)
- 1947: Konik Garbusek (Конёк-Горбунок)
- 1948: Ochotniczje rużjo (Охотничье ружьё)
- 1948: Szara szyjka (Серая Шейка)
- 1949: Czarodziejski dzwoneczek (Чудесный колокольчик)
- 1950: Czarodziejski skarb (Волшебный клад)
- 1950: Diewoczka w cyrkie (Девочка в цирке)
- 1950: Gdy na choinkach zapalają się ognie (Когда зажигаются ёлки)
- 1950: Jeleń i wilk (Олень и Волк)
- 1950: Bajka o rybaku i rybce (Сказка о рыбаке и рыбке)
- 1950: Cudowny młyn (Чудо-мельница)
- 1951: Leśni podróżnicy (Лесные путешественники)
- 1951: Noc wigilijna (Ночь перед Рождеством)
- 1951: Serce śmiałka (Сердце храбреца)
- 1951: Szkarłatny kwiat (Аленький цветочек)
- 1952: Wyrwidąb (Валидуб)
- 1952: Kasztanka (Каштанка)
- 1952: Sarmiko (Сармико)
- 1952: Snieguroczka (Снегурочка)
- 1953: Wołszebnaja ptica (Волшебная птица)
- 1953: Farbowany lis (Крашеный лис)
- 1953: Lot na Księżyc (Полёт на Луну)
- 1953: O dzielnej Oleńce i jej braciszku (Сестрица Алёнушка и братец Иванушка)
- 1954: Złota antylopa (Золотая антилопа)
- 1954: Opasnaja szałost' (Опасная шалость)
- 1954: Podpis' nierazborcziwa (Подпись неразборчива)
- 1954: Słomiany byczek (Соломенный бычок)
- 1955: Ostrow oszybok (Остров ошибок)
- 1955: Pios i kot (Пёс и кот)
- 1955: Pietuszok – zołotoj griebieszok (Петушок – золотой гребешок)
- 1955: Sniegowik-pocztowik (Снеговик-почтовик)
- 1955: Dzielny zając (Храбрый заяц)
- 1956: Niebiesnoje sozdanije (Небесное создание)
- 1957: Znakomyje kartinki (Знакомые картинки)
- 1958: Zołotyje kołosja (Золотые колосья)
- 1959: Skoro budiet dożd' (Скоро будет дождь)
- 1968: Maugli. Porwanie (Маугли. Похищение)
- 1969: Maugli. Ostatnie polowanie Akeli (Маугли. Последняя охота Акелы)